# El hombre que vendió su piel
El hombre que vendió su piel (en inglés: The Man Who Sold His Skin; en francés: L'Homme qui a vendu sa peau) es una coproducción internacional de 2020 dirigida por la cineasta tunecina Kaouther Ben Hania. El drama satírico fue estrenado en la 77.ª Muestra Internacional de Cine de Venecia. La película fue elegida por Túnez como candidata para competir en los Premios Oscar de 2020 en la categoría de mejor película de habla no inglesa. La nominación fue validada por la Academia, entrando así en la lista corta de candidatas. Fue la primera vez en la historia que una película tunecina competía en los Premios Oscar.

## Argumento
Sam Ali, un joven sirio de Al Raqa, abandona su país y desde Beirut vuela hasta Bruselas para escapar de la guerra en su país y poder reencontrarse con su pareja quien se ve abocada a un matrimonio de conveniencia en Bélgica. Ya en Bruselas, Sam se cuela en una exposición sobre el Líbano del artista Jeffrey Godefroi, un artista occidental muy controvertido, con el único objetivo de acceder así a la comida gratis que ofrece la galería. Desesperado por su precaria situación legal y económica, Sam se deja tatuar por Jeffrey la espalda en denuncia de la situación de los refugiados. La réplica de su visado de Schengen europeo queda inmortalizada así en su piel, un visado que Sam no había podido obtener legalmente después de su huida de Siria y que le facilita el acceso a los 22 países de la Unión Europea. Su cuerpo se convierte en una obra artística y su piel tatuada se cotiza en el mercado por sumas astronómicas. Mientras los coleccionistas de arte están muy interesados, los activistas de derechos humanos se muestran indignados.

## Contexto
La película fue rodada en Túnez, Marsella y Bruselas en 32 días.

## Reparto
| Actor / Actriz   | personaje           |
| ---------------- | ------------------- |
| Yahya Mahayni    | Sam Ali             |
| Dea Liane        | Abeer               |
| Koen De Bouw     | Jeffrey Godefroi    |
| Monica Bellucci  | Soraya Waldy        |
| Saad Lostan      | Ziad                |
| Darina Al Joundi | Madre de Sam        |
| Jan Dahdouh      | Hazem               |
| Christian Vadim  | William             |
| Wim Delvoye      | Corredor de seguros |